# Gaiaspace
Gaiaspace is een studioalbum van Mooch. Mooch had al enige jaren niets van zich laten horen, toen dit album in mei 2006 werd uitgebracht. Palmer bleek inmiddels de muziek te hebben opgenomen in een professionele geluidsstudio. Een aantal recensenten vergeleek de langere stukken met die van Klaus Schulze.

## Musici
- Stephen Palmer – alle muziekinstrumenten, effecten

Met
- Maxine Young – zang track 2, 3 en 7
- Westone, Ray Man’s– gitaar

## Muziek
| Nr. | Titel                          | Duur  |
| --- | ------------------------------ | ----- |
| 1.  | Emerald                        | 7:58  |
| 2.  | Meteorologue                   | 9:03  |
| 3.  | Flow-thing                     | 15:39 |
| 4.  | Massive                        | 5:37  |
| 5.  | Indigo shy trip                | 17:29 |
| 6.  | Galactic oceanic counciousness | 8:43  |
| 7.  | Noo!                           | 6:18  |